# Guillermo Douglas
Pour les articles homonymes, voir Douglas.
 (août 2024).
Si vous disposez d'ouvrages ou d'articles de référence ou si vous connaissez des sites web de qualité traitant du thème abordé ici, merci de compléter l'article en donnant les références utiles à sa vérifiabilité et en les liant à la section « Notes et références ».
Guillermo Rafael Douglas Sabattini, né en janvier 1909 à Paysandú et mort en 1967, est un rameur uruguayen.
Il remporte la médaille de bronze du skiff lors des Jeux olympiques de 1932.

## Biographie
Guillermo Douglas commence sa carrière sportive en 1914 auprès de la société nautique de Paysandú. En 1915, à seulement 15 ans, il prend part à la régate d'endurance entre Colón et Paysandú. Il s'entraîne ensuite à Montevideo. En 1931, il remporte le skiff lors des premiers championnats sud-américains dans la baie de Montevideo.
L'année suivante, il remporte la médaille de bronze du skiff lors des Jeux olympiques de 1932 à Los Angeles ; c'est la première médaille individuelle de l'Uruguay aux Jeux olympiques. Il remporte la médaille d'argent lors des deuxièmes championnats sud-américains à Rio de Janeiro en 1935.
En 1997, une émission philatélique lui est consacrée par la Poste de l'Uruguay sur un timbre-poste de 6 pesos.